# Rengsdorf
Pour les articles homonymes, voir Rengsdorf (homonymie).

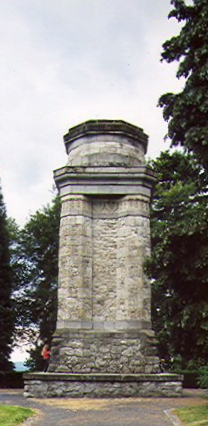
Colonne de Bismarck

Rengsdorf est une municipalité d'Allemagne se trouvant en Rhénanie-Palatinat, dans l'arrondissement de Neuwied. La commune est située dans le massif vallonné du Westerwald.
Rengsdorf est le siège de la commune fusionnée de Rengsdorf-Waldbreitbach.

## Histoire
Le plus ancien des documents sur la localité de Rengsdorf date du temps de Thietgaud de Trèves, qui fut archevêque de Trèves de 847 à 868. C’est un acte de 857 qui délimita le territoire judiciaire de la paroisse de Rengsdorf, appartenant alors au Stift de Saint-Castor de Coblence.
Le titre de "Heilklimatischer Kurort" (station officielle de cure) fut attribué à la commune de Rengsdorf en 1963, bien que la tradition touristique des cures de santé dans ce lieu remonte au XIXe siècle.
Aujourd'hui, Rengsdorf se trouvant dans le parc naturel "Rhin-Westerwald" est bien connu dans la région pour ses balades en forêt.

## Culture et tourisme
- Sur la place du « Kaisereichenplatz » (place du chêne de l’empereur) se trouve la « Bismarcksäule » (colonne de Bismarck) d’une hauteur de 30 m, qui fut inaugurée en 1903 en honneur du premier chancelier allemand, le prince Otto von Bismarck (1815–1898).

- Le « Römergraben » (fossé romain) de Rengsdorf fut longtemps attribué au limes qui délimita l’empire romain, mais il est admis aujourd’hui que ce creusement d'antan date du temps des Francs. Il s’agit des restes d’une sorte de fortification du début du Moyen Âge, pour sécuriser un territoire communautaire. L’emplacement le long de la crête en haut de la colline fut alors choisi pour creuser ce fossé qui reste bien visible sur une longueur d’environ 750 m. A l’époque il fut probablement longé par des rangés de haies difficilement franchissables. Aujourd’hui le lieu se prête parfaitement pour une promenade de découverte, avec, par endroits, des vues splendides sur le bassin de Neuwied. C’est entre autres, le chemin emprunté par le fameux sentier de grande randonnée « Rheinsteig » qui longe la vallée du Rhin sur ses hauteurs[1]. Le tracé du limes romain, quant à lui, passe à environ 3 km près des ruines historiques de l’église « Kreuzkirche » de Melsbach[2].

- Rengsdorf est réputé pour son concert de rock, organisé chaque été par l’association des amies du rock de Rengsdorf. Récemment s‘y sont produits, entre autres, Bill Wyman, Roger Chapman et le groupe Uriah Heep.

## Entreprises dans la commune
Voici les entreprises de renommées ayant leur siège à Rengsdorf :
- Lohmann & Rauscher (de), producteur de pansements et de produits médicaux
- Berge & Meer, entreprise touristique associée à TUI Allemagne
- Entreprises de piscines Monte Mare
- Meta Trennwandanlagen GmbH & Co. KG, fabricant de cloisons
- FeMax Group Europe, fabricant de tentes

Également à Rengsdorf des lieux de production des entreprises Runkel GmbH ainsi que Winkler und Dünnebier Süßwarenmaschinen GmbH (machines pour confiseries).

## Jumelage
Rengsdorf est jumelé depuis 2005 avec la commune française de Saint-Pierre-le-Moûtier en région de Bourgogne

## Vie associative
Services de secours et protection civile : 
- Sapeurs-pompiers volontaires
- Croix rouge allemande
- DLRG (Association des maîtres-nageurs sauveteurs)

Sports et loisirs : 
- ASS (association des sports et de jeux)
- Turnverein (club de gymnastique)
- Sportverein (club sportive - football)
- TC-Rengsdorf (club de ping-pong)
- Rockfreunde Rengsdorf (amies du rock de Rengsdorf, organisant chaque été leur festival Rock&Blues)
- Amicale Rengsdorf - Saint-Pierre-le-Moûtier organisant les rencontres de jumelage
- Burschenverein (association de jeunes gens) organisant kermesse et carnaval annuels
- CVJM (union chrétienne de jeunes gens de Rengsdorf), fondé en 2005, organisant des jours mensuels de la bible pour enfants et des rencontres d’adolescents. Il y a également un groupe pour la pratique de l’Indiaca (jeu sportif d’Amérique du Sud, une sorte de Pétéca)

## Personnalités liées à la ville de Rengsdorf
- Friedrich Karl Henkel (de) (1848–1930), entrepreneur allemand et fondateur du groupe Henkel. Il avait sa résidence de retraite à Rengsdorf jusqu’à la fin de sa vie en 1930.
- Curt Karl Rüschhoff (de) (1887–1969), architecte allemand. Il dessina, entre autres, l’hôtel palace de « Bühlerhöhe » au nord de la Forêt-Noire.
- Richard Winkler (de) (1898–1972), Patron et associé principal de la Sté Winkler+Dünnebier, citoyen honoraire de la ville de Neuwied.